# 巴尔巴拉诺-维琴蒂诺
巴尔巴拉诺-维琴蒂诺（義大利語：Barbarano Vicentino），是意大利威尼托大区维琴察省的一个市镇。总面积19平方公里，人口4528人，人口密度238.3人/平方公里（2009年）。国家统计（ISTAT）代码为024011。